# شاهنامه لکی
شاهنامهٔ لکی مجموعه‌ای از اشعار حماسی که به زبان لکی سروده شده و در کتابی با همین عنوان توسط حمید ایزدپناه گردآوری شده و به چاپ رسیده است.
تاریخ نگارش این اثر ادبی در پرده‌ای از ابهام قرار دارد، اما با توجه به نوع کاغذ و نیز شیوه نگارش آن، مربوط به صد سال پیش است.
برخی از مورخان، تاریخ سرودن این اثر را به زمان رستم شاه عباسی (۸۷۳ تا ۹۳۰ هـ. ق) نسبت می‌دهند. و متذکر می‌شوند که به فرمان وی این اثر ادبی به تقلید از شاهنامهٔ فردوسی با وزن هجایی که در لرستان آن زمان مرسوم بوده سروده شده است.
از این منظومه دو دستنویس موجود است که دستنویس اصلی ۱۴۶۷ بیت و دستنویس دیگر ۳۰۳۳ بیت دارد. شاعر از شاهنامه به عنوان منبع سرودن این اثر استفاده نکرده، هرچند شاهنامهٔ لکی با شاهنامهٔ فردوسی در نام مکان‌ها و نام اشخاص تفاوت آشکار دارد، اما تأثیر فردوسی بر این اثر آشکار است و بیت‌هایی همانند «آسمان پولادین و زمین آهنین شد»، «زمین می‌لرزید از سم ستوران» نشان می‌دهد که شاعر نه تنها با شاهنامه فردوسی آشنا بوده است، بلکه بیت‌هایی از ان را آنچنان‌که مرسوم بوده ازبر داشته است. با این حال شاعر توانسته به سبکی مستقل رسیده و استادی خود را در توصیف صحنه‌های رزمی میدان جنگ نشان دهد. شاعر این منظومه هیچگاه از خود احساسات قومی نشان نمی‌دهد و همه جا سخن از همهٔ ایران و ایرانیان و ایران‌دوستی است. این منظومه به قالب مثنوی و به وزن هجایی است (بیشتر ده یا یازده هجا). اشعار این کتاب به زبان لکی و مقدمه و توضیحات و تجزیه و تحلیل آن به زبان فارسی است.
نسخهٔ نخستینِ این کتاب شامل ۱۴۶۷ بیت بوده است؛ که هم‌اکنون بالغ بر ۳۰۳۳ بیت است.

## داستان‌هایشاهنامهٔ لکی
آگاه شدن فرامرز و جهانگیر از شکست ایرانیان
داستان جستجوی دلیران ایرانی و یافتن کنیز ایرانی را
خبرآوردن رهام کابلی از اردوی تورانیان
جنگ کوزیب ماچینی، با سام
شکست ایرانیان از تورانیان
گفتگوی فلامرز با کوزیب ماچینی
آگاه‌شدن کیخسرو از ویرانی ایران
یافتن زرعلی، رستم تاج بخش را
فرستادن اورنگ، قاصدی به زابل به خدمت زواره
حملهٔ رستم به سپاه توران
رزم برزو با سپاه توران و پیروزی ایران.

## نمونه‌ای از ابیات
داستان حمله به ایران
| شیران و بوران طایفه دستان معنی :شیرها و ببرهای طایفهٔ دستان |  | ایسه خالین ولایت ایران اکنون که سرزمین ایران خالی‌ست. |

| بکرون چپو تمامی ایران معنی :غارت کردند همه سرزمین ایران را |  | خبر میاوو، و سیستان زمین و خبر را به سیستان بردند. |

| پیلتن میو جه ایران نوه معنی:می‌شود پهلوان در ایران نباشد |  | مپوشو اسباب، پری رزم کین و به قصد رزم و کین، ساز و برگِ رزم نپوشد؟ |

### داستان دلیران و کنیز ایرانی
گزیده‌ای از ابیات داستان هماون و جستجوی دلیران و کنیز ایرانی:
| نه جستجو بین، ناگاه جهانگیر |  | دیش نیشتین ئو جا کنیزی اسیر |
| زار زار مگریوا عاجز و بی‌کس  |  | موات یا دانای فرد فریادرس   |

## احساسات
شاعر منظومه در اشعار این اثر، احساسات قومی از خود نشان نداده و با همان احساساتی که در شاهنامه فردوسی مشهود است، بر مفاهیمی چون «ایران»، «همهٔ ایران و ایرانیان» و «ایران‌دوستی» تأکید داشته است.